# 科隆贝双教堂村
科隆贝双教堂村（法語發音：[kɔlɔ̃bɛ le døz‿eɡliz] ⓘ），法国东北部市镇，位于大东部大区上马恩省，隶属于肖蒙区，其市镇面积为83.84平方公里，2022年1月1日时人口数量为666人，在法国城市中排名第13,348位。
科隆贝双教堂村位于上马恩省西部，其西侧与奥布省接壤，多个方向的公路在此交汇。科隆贝双教堂村因法国总统戴高乐而闻名，他生前曾在此安度晚年，逝世后亦安葬于此，当地建有戴高乐纪念馆及洛林十字架塔。

## 地名来源
根据法国地名学家埃内斯特·内格尔的论述，“Colombey”一名转写自拉丁语单词“colombarium”，意为纳骨塔，可能与当地历史上的一处陵园有关；“-Deux-Églises”这一后缀于1504年出现。在法国大革命期间，科隆贝双教堂村曾名“科隆贝昂蒙塔涅”（法語：Colombey-en-Montagne，意为“山区的科隆贝”）。自2017年起，科隆贝双教堂村的官方拼写改为不带连字号的“Colombey les Deux Églises”。
此外，因翻译标准不同，“Colombey les Deux Églises”和“Colombey-les-Deux-Églises”在部分中文资料中又被译为科龙贝双教堂村、科隆贝双教堂镇、科隆贝双教堂市及科隆贝双教堂。

## 历史

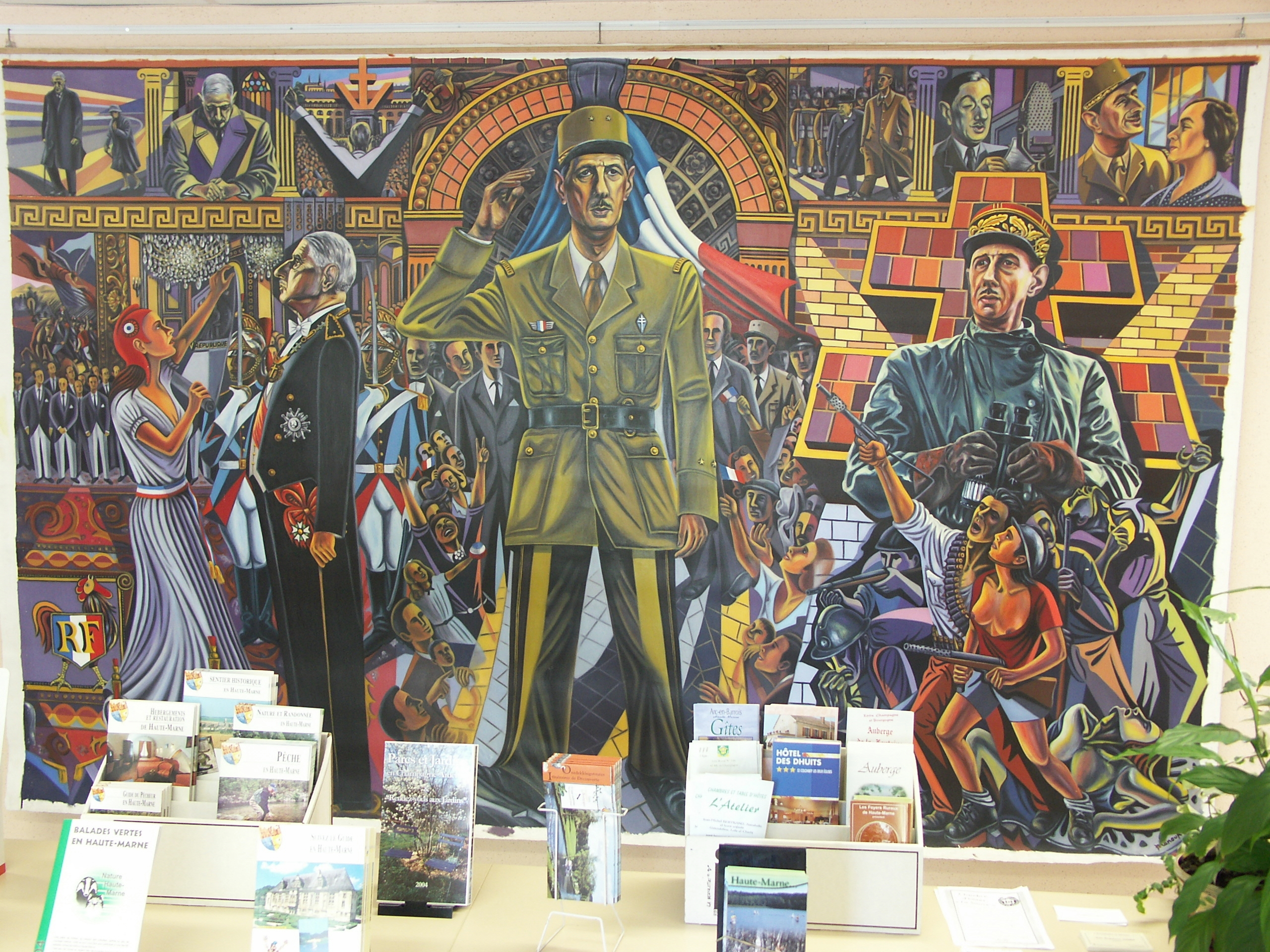
戴高乐纪念壁画

科隆贝双教堂村的早期历史尚不清楚，该地可能始建于公元六至九世纪间，彼时该地为天主教朗格勒教区的一个堂区。13世纪时，科隆贝境内出现了一处城堡。法国大革命后，科隆贝双教堂村成为上马恩省的一个市镇。自19世纪以来，科隆贝双教堂村人口数量逐年减少。1934年6月，时为中校的戴高乐与夫人在此镇买下布瓦斯里宅邸，此后戴高乐一家时常到此处度假或居住，甚至在他担任法国总统期间，有一半的周末都在此处渡过。戴高乐将军退出政坛后，在此处安度晚年，撰写回忆录，并于1970年11月9日在此与世长辞。1972年，科隆贝双教堂村镇中心建成了一座洛林十字塔。1973年1月1日，市镇阿让托勒、比耶尔讷、布莱斯、尚库尔、阿里库尔、普拉和拉维勒讷沃-欧弗雷讷整体并入科隆贝双教堂村。2017年，拉莫特昂布莱西与原科隆贝双教堂村合并，新的科隆贝双教堂村成为了一个新市镇。

## 地理

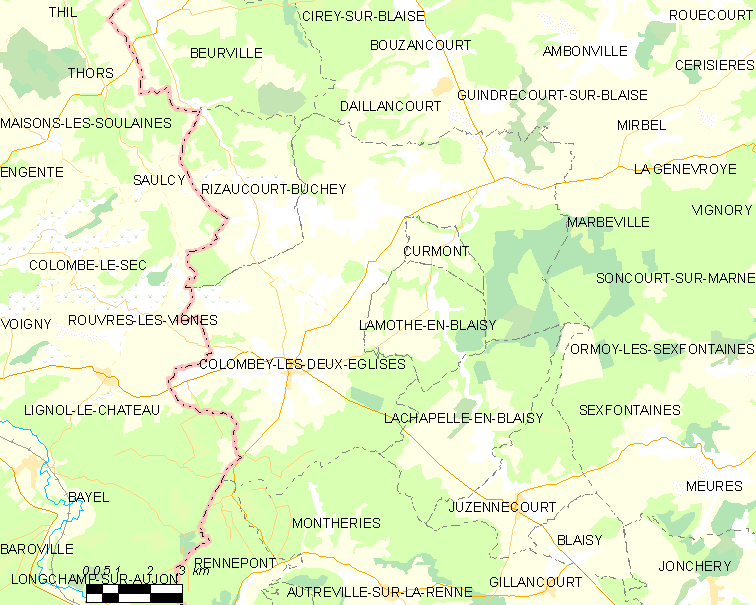
科隆贝双教堂村市镇范围地图

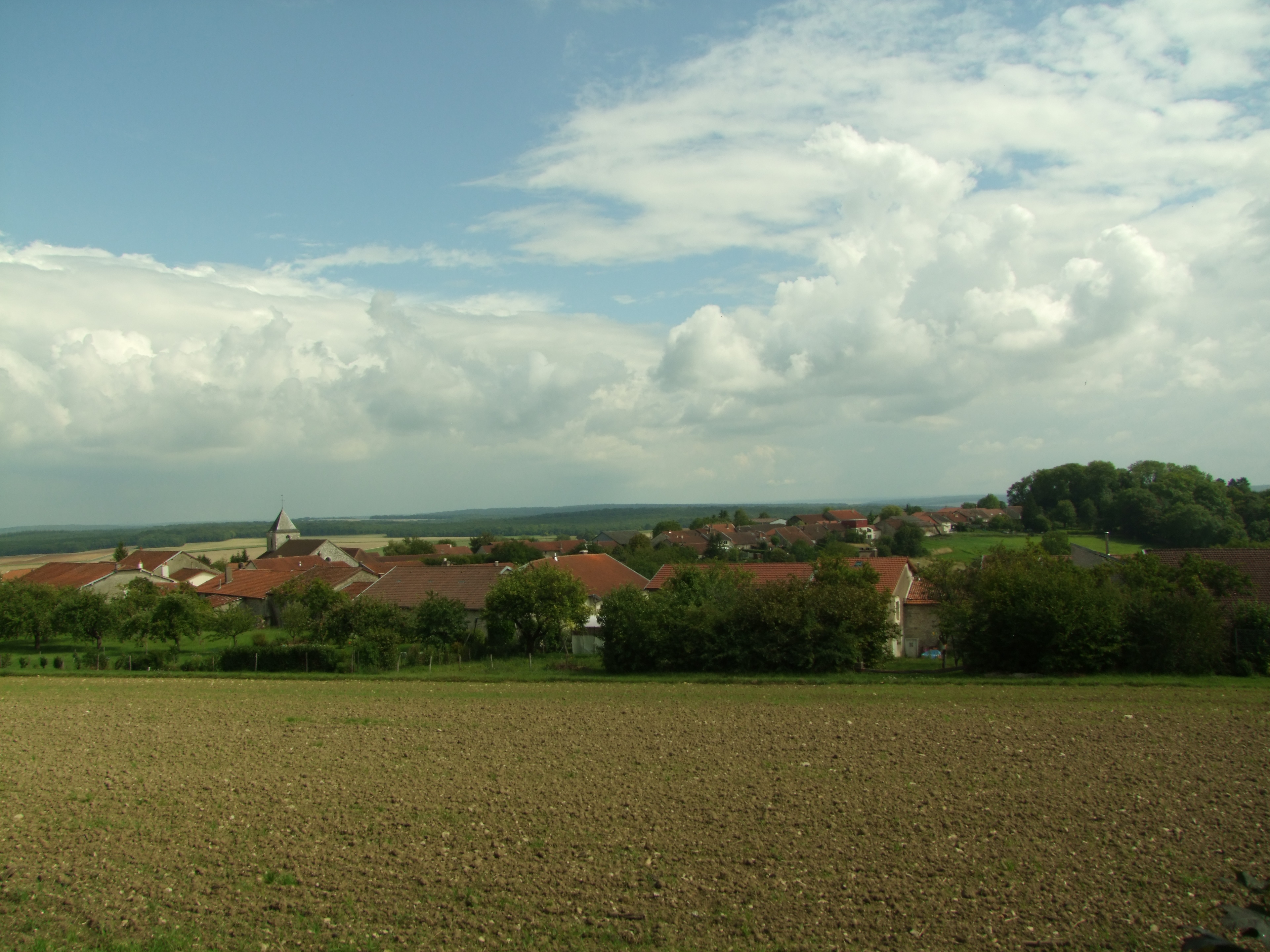
远眺科隆贝双教堂村

科隆贝双教堂村位于法国东北部，大东部大区西南部和上马恩省西部，距离省会肖蒙大约26公里。与科隆贝双教堂村接壤的市镇包括：伯维尔、屈尔蒙、达扬库尔、布莱斯河畔甘德勒库尔、利尼奥勒堡、拉沙佩勒昂布莱西、马尔贝维尔、蒙特里、里佐库尔-比谢、雷讷蓬和鲁夫尔莱维涅。市镇屈尔蒙全境位于科隆贝双教堂村，是科隆贝双教堂村的一块内飞地。

### 地形
科隆贝双教堂村位于香槟巴鲁瓦腹地，巴尔丘陵东侧，境内以浅丘为主，市镇中心位于一处山谷间的低洼地带，市区西侧为奥塔日圣母山（Notre-Dame des Otages），全境海拔在239到395米之间。

### 水文
科隆贝双教堂村位于塞纳河流域范围内，比耶尔讷河（La Bierne）发源于市镇范围北部并向北流出市境。

### 植被
科隆贝双教堂村属于温带阔叶混交林区，林地主要集中于山坡及山谷地带。
在鲜花城市的评比中，科隆贝双教堂村暂未被评级。

### 气候
科隆贝双教堂村在柯本气候分类法中属于带有大陆性气候特征的温带海洋性气候（Cfb）。
距离科隆贝双教堂村最近的常年气象站位于瑞泽讷库尔境内，以下为该气象站的数据（其中日照数据取自特鲁瓦气象站）：
| 瑞泽讷库尔 1981年－2019年 | 瑞泽讷库尔 1981年－2019年 | 瑞泽讷库尔 1981年－2019年 | 瑞泽讷库尔 1981年－2019年 | 瑞泽讷库尔 1981年－2019年 | 瑞泽讷库尔 1981年－2019年 | 瑞泽讷库尔 1981年－2019年 | 瑞泽讷库尔 1981年－2019年 | 瑞泽讷库尔 1981年－2019年 | 瑞泽讷库尔 1981年－2019年 | 瑞泽讷库尔 1981年－2019年 | 瑞泽讷库尔 1981年－2019年 | 瑞泽讷库尔 1981年－2019年 | 瑞泽讷库尔 1981年－2019年 |
| 月份                      | 1月                       | 2月                       | 3月                       | 4月                       | 5月                       | 6月                       | 7月                       | 8月                       | 9月                       | 10月                      | 11月                      | 12月                      | 全年                      |
| ------------------------- | ------------------------- | ------------------------- | ------------------------- | ------------------------- | ------------------------- | ------------------------- | ------------------------- | ------------------------- | ------------------------- | ------------------------- | ------------------------- | ------------------------- | ------------------------- |
| 历史最高温 °C（°F）       | 16.1 (61.0)               | 18.1 (64.6)               | 24.4 (75.9)               | 30.3 (86.5)               | 32.9 (91.2)               | 37.2 (99.0)               | 37.6 (99.7)               | 40.9 (105.6)              | 32.9 (91.2)               | 29.2 (84.6)               | 22.1 (71.8)               | 15.8 (60.4)               | 40.9 (105.6)              |
| 平均高温 °C（°F）         | 5.3 (41.5)                | 7.3 (45.1)                | 11.2 (52.2)               | 15.2 (59.4)               | 19.6 (67.3)               | 23.1 (73.6)               | 25.4 (77.7)               | 25.1 (77.2)               | 20.2 (68.4)               | 15.3 (59.5)               | 9 (48)                    | 5.4 (41.7)                | 15.2 (59.4)               |
| 日均气温 °C（°F）         | 2.1 (35.8)                | 3.2 (37.8)                | 6.1 (43.0)                | 9.1 (48.4)                | 13.5 (56.3)               | 16.5 (61.7)               | 18.7 (65.7)               | 18.5 (65.3)               | 14.5 (58.1)               | 10.7 (51.3)               | 5.7 (42.3)                | 2.5 (36.5)                | 10.1 (50.2)               |
| 平均低温 °C（°F）         | −1.1 (30.0)               | −0.8 (30.6)               | 0.9 (33.6)                | 3.1 (37.6)                | 7.3 (45.1)                | 9.9 (49.8)                | 12 (54)                   | 12 (54)                   | 8.9 (48.0)                | 6.2 (43.2)                | 2.3 (36.1)                | −0.3 (31.5)               | 5 (41)                    |
| 历史最低温 °C（°F）       | −17.3 (0.9)               | −15.9 (3.4)               | −16 (3)                   | −6.7 (19.9)               | −2.4 (27.7)               | −0.5 (31.1)               | 3 (37)                    | 2.2 (36.0)                | −1 (30)                   | −6.9 (19.6)               | −12.2 (10.0)              | −22.9 (−9.2)              | −22.9 (−9.2)              |
| 平均降水量 mm（）         | 69 (2.7)                  | 69.1 (2.72)               | 68.1 (2.68)               | 65.5 (2.58)               | 69.2 (2.72)               | 57.3 (2.26)               | 83.9 (3.30)               | 75.7 (2.98)               | 69.4 (2.73)               | 84.1 (3.31)               | 82.3 (3.24)               | 87.5 (3.44)               | 881.1 (34.69)             |
| 月均日照時數              | 68.6                      | 88.3                      | 143.8                     | 184.8                     | 215                       | 229.4                     | 235.5                     | 228.2                     | 179.2                     | 123.6                     | 66.6                      | 53.6                      | 1,816.6                   |
| 来源：infoclimat.fr       |                           |                           |                           |                           |                           |                           |                           |                           |                           |                           |                           |                           |                           |

## 行政区划
科隆贝双教堂村的市镇编号为52140，邮政编号为52330。
在行政管理方面，科隆贝双教堂村隶属于法国大东部大区上马恩省肖蒙区；在地方选举方面，科隆贝双教堂村隶属于沙托维兰县，其市镇范围全境被划入上马恩省第二选区；在社会管理方面，科隆贝双教堂村是肖蒙城市圈公共社区的组成部分。
截至2024年7月，科隆贝双教堂村市镇范围内暂无任何城市敏感街区及城市政策优先街区。
法国国家统计与经济研究所（简称“INSEE”）在进行数据统计时，未将科隆贝双教堂村划入任何城市核心区（Unité urbaine）、城市区（Aire urbaine）及城市辐射区（Aire d'attraction）。此外，INSEE还将科隆贝双教堂村市镇整体看作一个“块区”（IRIS），以便于统计人口分布情况。

## 交通

### 公路
上马恩省省道D2线、D23线、D40线、D104线、D133线、D233线和D619线在科隆贝双教堂村境内交汇。大东部大区公共交通（商业名称为“Fluo”）下属的城际客运52SVAU09线和52SVAU11线经停科隆贝双教堂村，可通往奥布河畔巴尔、蒙特里等地。
| 23 | 20 |

| 肖蒙 | 25 |

| 特鲁瓦 | 69 |

| 奥布河畔巴尔 | 16 |

2020年，67.1%的科隆贝双教堂村家庭拥有至少一辆私人汽车。2021年，科隆贝双教堂村境内未发生任何交通事故。

### 铁路
距离科隆贝双教堂村最近的运营中的客运铁路车站为16公里外的奥布河畔巴尔站，该站停靠往返于巴黎和米卢斯一线的区域列车。

### 航空
科隆贝双教堂村距离香槟沙隆-瓦特里机场的公路里程大约105公里。

### 城市公共交通
截至2024年7月，科隆贝双教堂村暂无城市公共交通系统。

## 政治

### 市政内阁

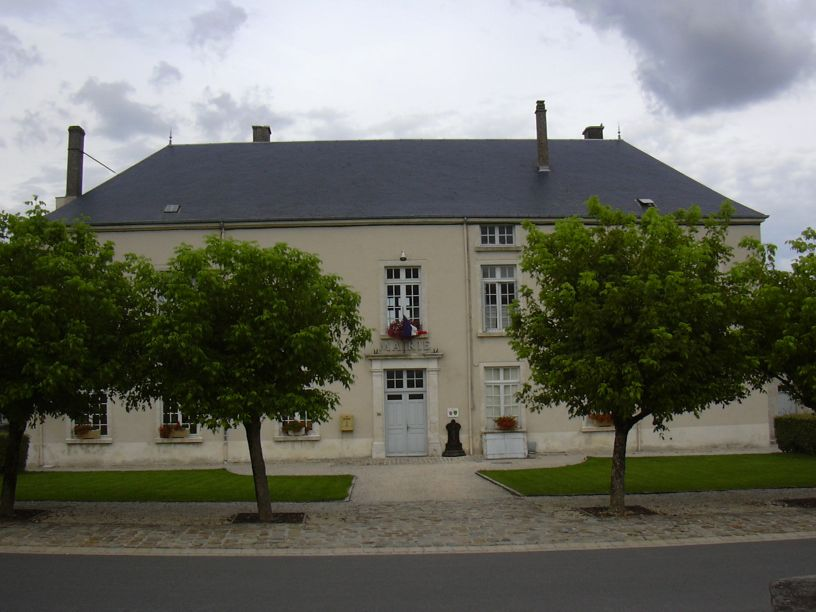
科隆贝双教堂村市政厅

科隆贝双教堂村的现任市长为帕斯卡尔·巴布奥先生（Pascal BABOUOT），他是共和党的一名成员，在2020年的市政选举中获得了88.26%的支持率。
| 科隆贝双教堂村历届市长 | 科隆贝双教堂村历届市长            | 科隆贝双教堂村历届市长    |
| 任期                   | 市长                              | 党派                      |
| ---------------------- | --------------------------------- | ------------------------- |
| ?－1966年              | Louis JURVILLIERS 路易·朱尔维利耶 | 不详                      |
| 1966年－2001年         | Jean RAULLET 让·罗莱              | 不详                      |
| 2001年－               | Pascal BABOUOT 帕斯卡尔·巴布奥    | UMP人民运动联盟 →LR共和黨 |

### 各级选举
| 科隆贝双教堂村历届投票选举结果 | 科隆贝双教堂村历届投票选举结果 | 科隆贝双教堂村历届投票选举结果 | 科隆贝双教堂村历届投票选举结果 | 科隆贝双教堂村历届投票选举结果       | 科隆贝双教堂村历届投票选举结果 | 科隆贝双教堂村历届投票选举结果 | 科隆贝双教堂村历届投票选举结果       | 科隆贝双教堂村历届投票选举结果 | 科隆贝双教堂村历届投票选举结果 |
| 选举项目                       | 选举范围                       | 选区单位                       | 选区单位内的选举结果           | 选区单位内的选举结果                 | 选区单位内的选举结果           | 选区单位内的选举结果           | 选区单位内的选举结果                 | 选区单位内的选举结果           | 参考资料                       |
| 选举项目                       | 选举范围                       | 选区单位                       | 第一轮胜出者                   | 第一轮胜出者                         | 支持率                         | 第二轮胜出者                   | 第二轮胜出者                         | 支持率                         | 参考资料                       |
| ------------------------------ | ------------------------------ | ------------------------------ | ------------------------------ | ------------------------------------ | ------------------------------ | ------------------------------ | ------------------------------------ | ------------------------------ | ------------------------------ |
| 2017年法國總統選舉             | 法國                           | 市镇                           |                                | 弗朗索瓦·菲永                        | 38.54%                         |                                | 玛丽娜·勒庞                          | 54.76%                         | [ 30 ]                         |
| 2017年法国立法选举             | 上马恩省第二选区               | 市镇                           |                                | 弗朗索瓦·科尔尼-让蒂耶               | 49.87%                         |                                | 弗朗索瓦·科尔尼-让蒂耶               | 75.94%                         | [ 30 ]                         |
| 2019年欧洲议会选举             | 法國                           | 市镇                           |                                | 若尔丹·巴尔代拉                      | 31.66%                         | （不适用）                     | （不适用）                           | （不适用）                     | [ 32 ]                         |
| 2021年法国省级选举             | 上马恩省                       | 县                             |                                | 玛丽-克洛德·拉沃卡 斯特凡纳·马丁内利 | 61.06%                         |                                | 玛丽-克洛德·拉沃卡 斯特凡纳·马丁内利 | 71.04%                         | [ 33 ] [ 34 ]                  |
| 2021年法国省级选举             | 上马恩省                       | 市镇                           |                                | 玛丽-克洛德·拉沃卡 斯特凡纳·马丁内利 | 64%                            |                                | 玛丽-克洛德·拉沃卡 斯特凡纳·马丁内利 | 66.11%                         | [ 33 ] [ 34 ]                  |
| 2021年法国大区选举             | 大東部大區                     | 市镇                           |                                | 让·罗特纳                            | 51.16%                         |                                | 让·罗特纳                            | 56.1%                          | [ 35 ]                         |
| 2022年法国总统选举             | 法國                           | 市镇                           |                                | 玛丽娜·勒庞                          | 33.33%                         |                                | 玛丽娜·勒庞                          | 56.73%                         | [ 30 ]                         |
| 2022年法国立法选举             | 上马恩省第二选区               | 市镇                           |                                | 弗朗索瓦·科尔尼-让蒂耶               | 47.26%                         |                                | 弗朗索瓦·科尔尼-让蒂耶               | 63.31%                         | [ 30 ]                         |
| 2024年欧洲议会选举             | 法國                           | 市镇                           |                                | 若尔丹·巴尔代拉                      | 52.94%                         | （不适用）                     | （不适用）                           | （不适用）                     | [ 30 ]                         |
| 2024年法国立法选举             | 上马恩省第二选区               | 市镇                           |                                | 弗朗索瓦·科尔尼-让蒂耶               | 53.04%                         | （不适用）                     | （不适用）                           | （不适用）                     | [ 30 ]                         |

## 人口
2021年，科隆贝双教堂村市镇人口数量为679，在法国排名第13,348位。其中男性335人，女性358人，75岁及以上人口占12.0%，外籍人口数量为6人，人口密度为9人/平方公里，当地居民被称为（男性）或（女性）。2022年，科隆贝双教堂村境内出生8人，死亡人口3人。
| 科隆贝双教堂村1901年－2021年人口变化情况 |
|                                          |
| 数据来源：Cassini、INSEE                 |

## 经济
截至2024年7月，科隆贝双教堂村市镇范围内共有各类用人单位（包含自雇）214家，平均历史为22年，均为中小型企业（PME），2024年5月至7月间，当地的经济活力指数为0。（动物饲料）、（文化产业）及（理发）是当地2022年营业额最高的三个企业，分别为4,292,118欧元、100,669欧元和57,723欧元。

## 财政与居民收入
2022年，科隆贝双教堂村的财政收入总额为504,330欧元，财政支出总额为562,000欧元，当年的债务总额为1,317,560欧元。2022年，科隆贝双教堂村市镇通过增值税获得36,910欧元的收入，此外当地还共获得了64,040欧元的国家直接财政补助。
| 科隆贝双教堂村居民收入情况                       | 科隆贝双教堂村居民收入情况 | 科隆贝双教堂村居民收入情况 | 科隆贝双教堂村居民收入情况 |
| 内容                                             | 科隆贝双教堂村             | 法国                       | 统计年份                   |
| ------------------------------------------------ | -------------------------- | -------------------------- | -------------------------- |
| 征税家庭总数                                     | 304                        | 1,081（法国市镇平均）      | 2022年                     |
| 居民平均月收入                                   | 2,427欧元                  | 2,435欧元                  | 2022年                     |
| 高级职员人均月收入                               | 不详                       | 4,331欧元                  | 2021年                     |
| 中级职员人均月收入                               | 不详                       | 2,470欧元                  | 2021年                     |
| 普通职员人均月收入                               | 不详                       | 1,801欧元                  | 2021年                     |
| 贫困率                                           | 不详                       | 14.5%                      | 2020年                     |
| 青壮年（15至64岁）失业率                         | 6.9%                       | 7.4%                       | 2020年                     |
| 征税家庭数量占比                                 | 42.9%                      | 45.5%                      | 2020年                     |
| 家庭年均纳税                                     | 4,831欧元                  | 4,393欧元                  | 2022年                     |
| 资料来源：INSEE、L'Internaute、Le Journal du Net |                            |                            |                            |

## 社会事务

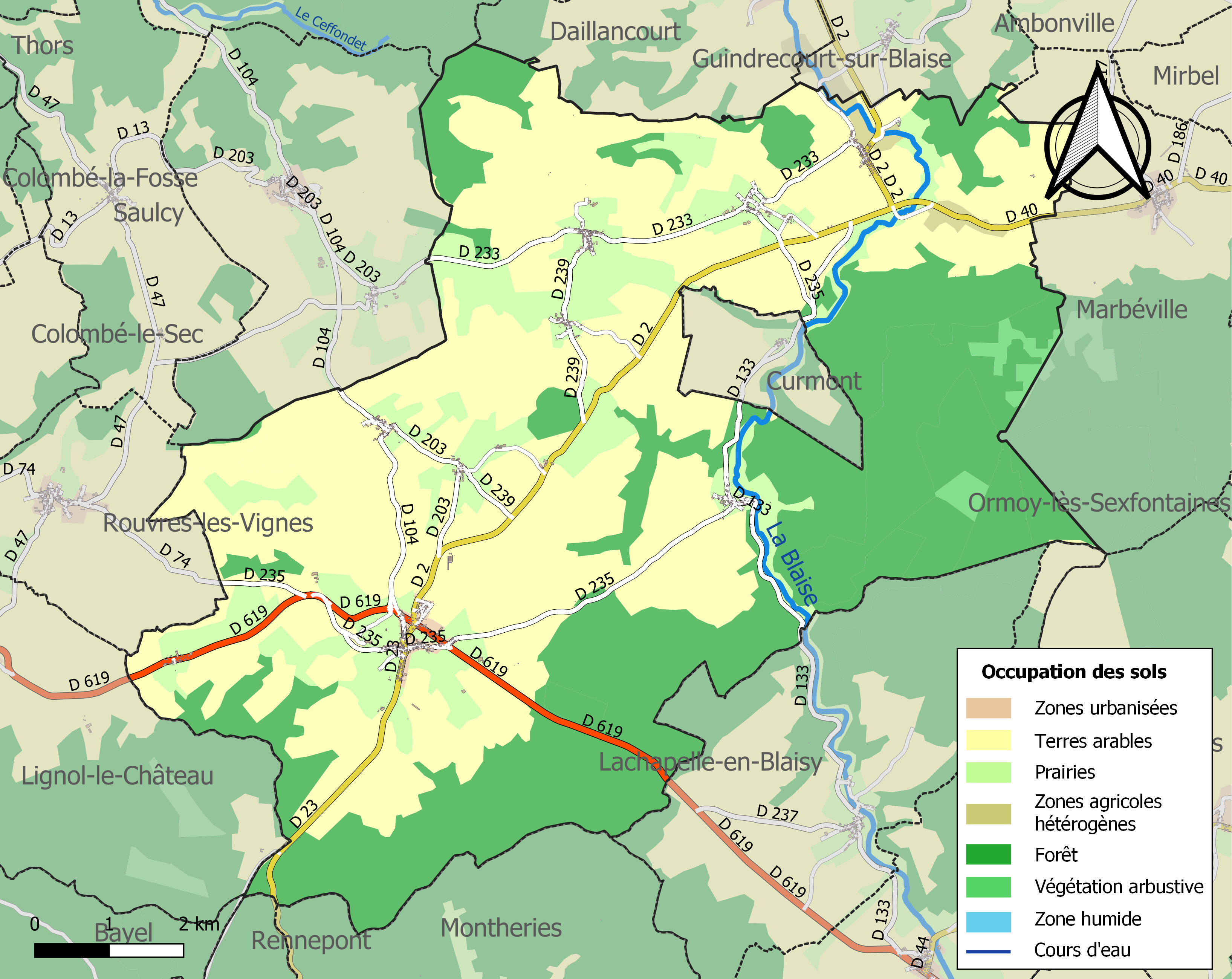
科隆贝双教堂村土地利用情况地图

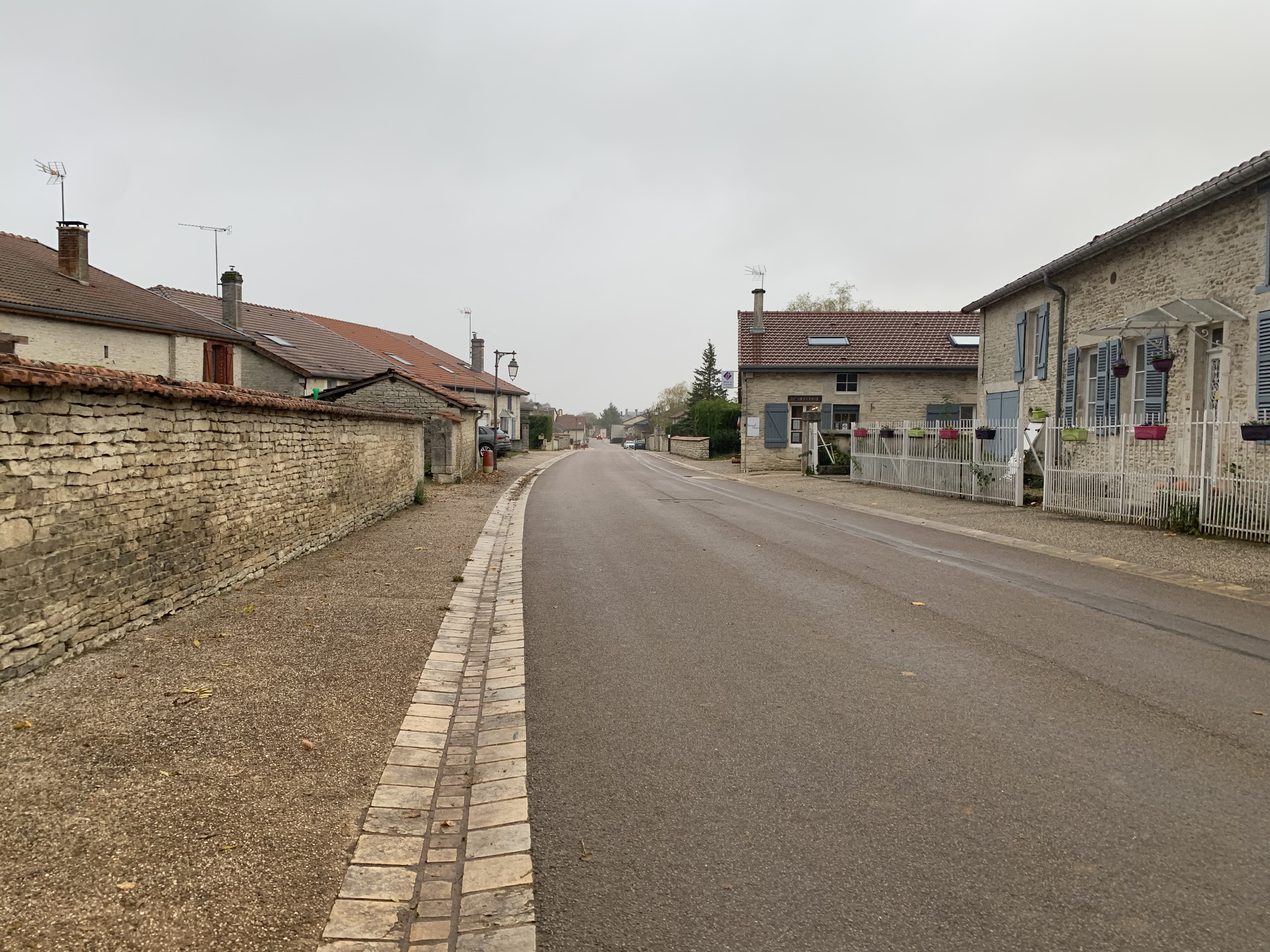
戴高乐将军街

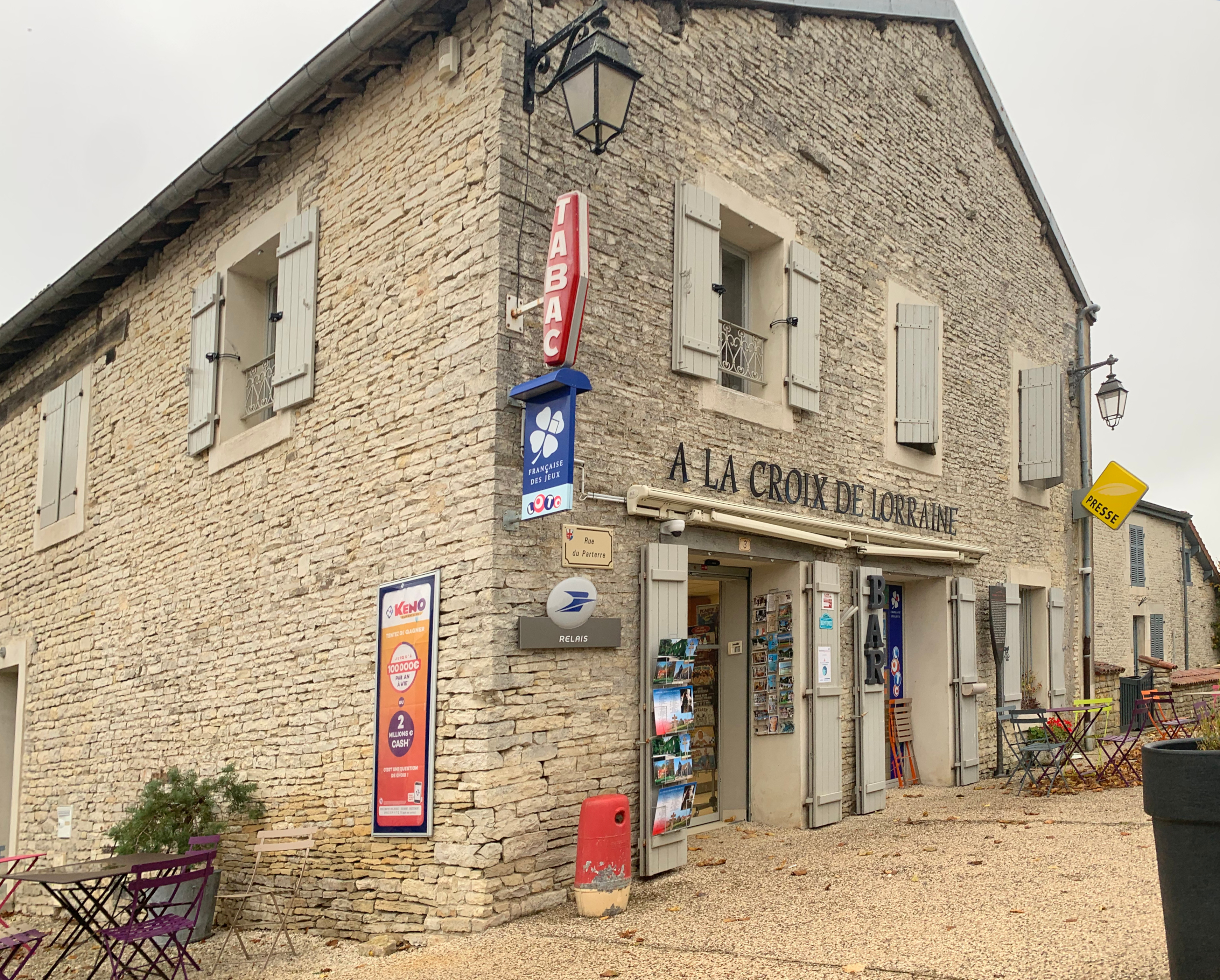
镇中心的烟酒店

### 教育
科隆贝双教堂村属于兰斯学区。截至2021年1月1日，科隆贝双教堂村境内共有1所小学和1所初级中学。2022至2023学年度，科隆贝双教堂村境内共有在校中等教育阶段学生119名。

### 医疗
截至2022年1月1日，科隆贝双教堂村境内共有全科医生1名、护士2名和药房1家。
距离科隆贝双教堂村最近的区域性医疗机构为肖蒙中心医院（Centre Hospitalier de Chaumont），其主病区医院位于肖蒙市区，距离科隆贝双教堂村市区的正常车程大约22分钟，该院设有床位384个。

### 住房
2020年，科隆贝双教堂村境内共有各类住房432套，其中93.5%为独立式住宅，5.6%为集中式住宅。常住房屋占科隆贝双教堂村市镇范围内居民建筑总量的72.5%。
在住房保障政策方面，2022年，科隆贝双教堂村境内共有23户家庭获得了住房经济补助，受益人数占总人口数量的3.4%，其中23份为房租补助。

### 商业
2021年，科隆贝双教堂村境内共有各类实体商铺15家，其中餐厅2家、杂货店1家、面包房1家、书店1家、美容美发店2家、汽车维修店1家。

### 体育
2021年，科隆贝双教堂村境内共有1间体育馆、1处网球场以及1处足球或橄榄球场。
截至2024年7月，科隆贝足球俱乐部（Colombey FC，编号552801）是科隆贝双教堂村境内唯一的一家注册足球俱乐部，成立于2017年，其主队2024至2025赛季参加上马恩省足球联赛丙组（法国第十一级别），其主场为夏尔·戴高乐球场（Stade Charles de Gaulle）。

### 环境
科隆贝双教堂村的环境事务由其所属的肖蒙城市圈公共社区联合各级政府协调负责。2021年，科隆贝双教堂村境内暂无污染企业。

### 治安
2021年，科隆贝双教堂村市镇范围内有1处宪兵队。
科隆贝双教堂村及其附近的共156个市镇是肖蒙国家宪兵队（zone gendarmerie de Chaumont）的管辖范围。2020年，该宪兵队累计记录各类案件976起，其中盗窃类案件501起，经济类案件120起，毒品交易类案件41起。

## 文化

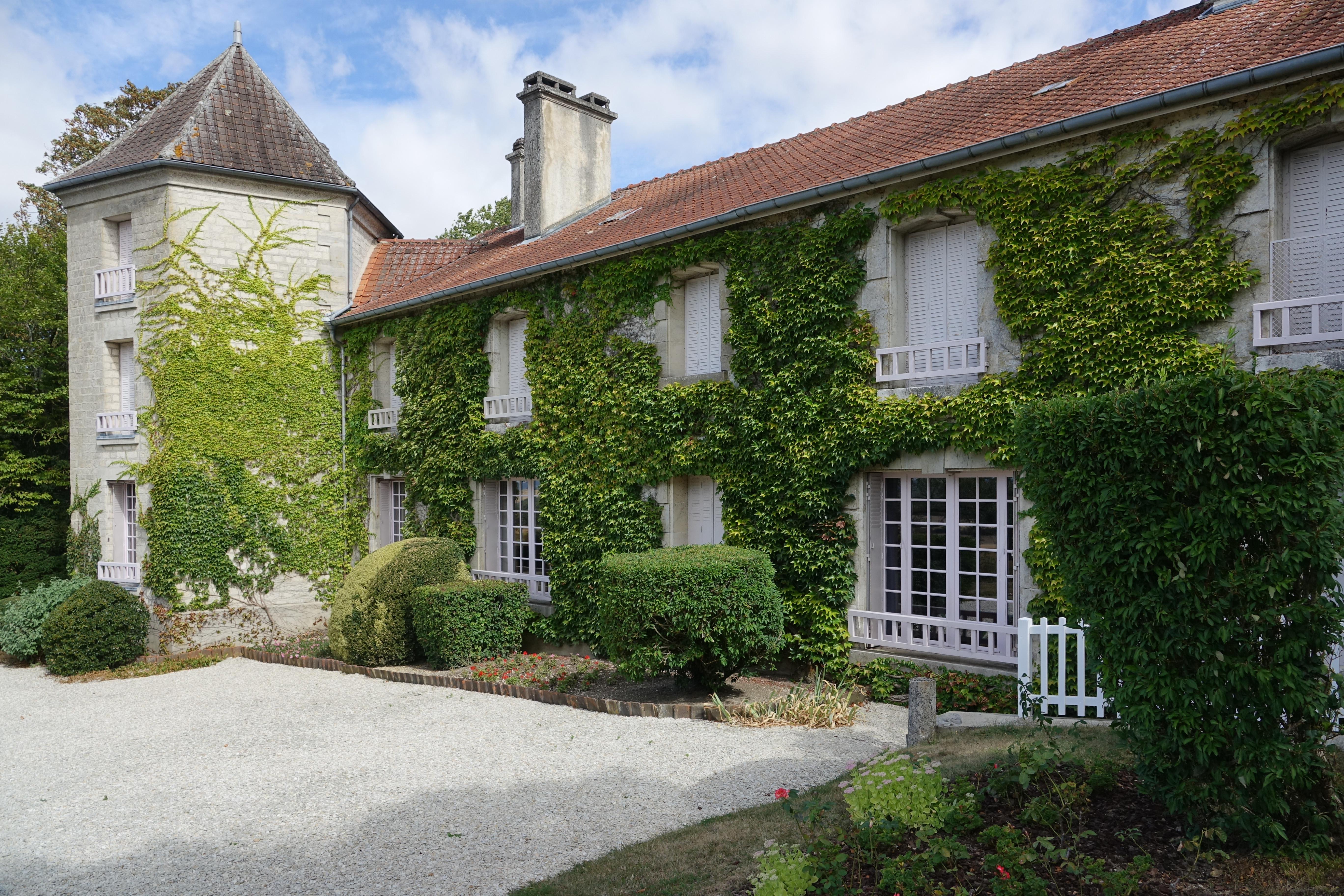
拉布瓦斯里宅邸

2021年，科隆贝双教堂村境内有1家博物馆。

### 建筑
科隆贝双教堂村境内有多处历史建筑，其中拉布瓦斯里宅邸、圣母升天教堂等为法国国家文物保护单位。

### 旅游
科隆贝双教堂村的旅游事务由其所属的肖蒙城市圈公共社区联合各级政府协调负责。2023年，科隆贝双教堂村境内共有3家酒店共计62间房间。

### 媒体
法国主要的媒体均可在科隆贝双教堂村接收，法国电视三台下属的大东部大区频道在部分时段播出科隆贝双教堂村所在上马恩省的地方新闻。《上马恩省日报》、《上马恩之声》、蓝色法兰西香槟-阿登广播、香槟广播等是当地主要的地方性媒体。

## 相关人物
法国前总统夏尔·戴高乐生前曾在科隆贝双教堂村安度晚年并逝世于此，当地建有其纪念馆。

## 友好城市
截至2024年7月，科隆贝双教堂村共与一座城市建立了友好城市关系：
- 瑞士 阿桑